# ديريك ميلر
ديريك ميلر هو كاتب أغاني ومغني كندي، ولد في 29 أكتوبر 1974 في Six Nations of the Grand River ‏ في كندا.

## وصلات خارجية
- ديريك ميلر على موقع IMDb (الإنجليزية)
- ديريك ميلر على موقع ميوزك برينز (الإنجليزية)
- ديريك ميلر على موقع أول ميوزيك (الإنجليزية)
- ديريك ميلر على موقع ديسكوغز (الإنجليزية)
- ديريك ميلر على موقع قاعدة بيانات الفيلم (الإنجليزية)